# Babica gre na jug
Babica gre na jug je slovenski komično dramski film iz leta 1992. Za takratnega študenta režije Anžlovarja je bil to celovečerni prvenec.
Predstavljen je bil v Linhartovi dvorani Cankarjevega doma 17. decembra 1991, redno slovensko kinodistribucijo pa je začel 10. decembra 1992.
Film je videlo 62.592 ljudi, s čimer je bil najbolj gledan slovenski film po letu 1991, dokler ga ni presegel Outsider (1997). Je prvi film, ki ga je predvajal POP TV. Decembra 1991 je bil film zavrnjen kot slovenski predlog za kandidaturo za tujejezičnega oskarja zaradi mednarodnega statusa Slovenije. Anžlovar je komentiral, da ne verjame, da bi lahko prišel med peterico kandidatov.

### Zgodba
Svobodomiselna »babica« Sara B. ponoči pobegne iz doma za ostarele, kamor jo je dala njena hči. Ko štopa, spozna saksofonista Davida v starem mercedesu, ki se je sprl s svojim stanodajalcem. Odpeljeta se proti morju. David speči babici ukrade nakit in gre v obmorski jazz klub, kjer spozna pevko Lauro. Babica, ki je potovala z avtobusom, ga najde, on pa ji z Lauro spet pobegne. Laura očara Davida in ga prepriča, da vrne nakit. Odpravijo se v igralnico, kjer babica priigra večjo vsoto denarja. Prestrašeni David zjutraj najde nezavestno babico, ki trpi zaradi diabetesa, na tleh hotelske sobe. Sara v bolnici pride k sebi, kar ni prav njeni hčeri, in trojica nadaljuje z veselimi dogodivščinami.

## Financiranje in produkcija
Snemanje je potekalo 26 dni, v Ljubljani in Portorožu z okolico, avgusta in septembra 1991. Tehnične usluge je nudil Viba film. Spodbujali so uporabo pogovorne slovenščine. Po besedah Anžlovarja je japonsko podjetje Tokuma Japan co. na akademijo poslalo vabilo na natečaj za scenarije, kjer je bil izbran skupaj z ameriškimi in bolgarskim, nakar so mu postavili pogoj, da mora biti film dolg vsaj 90 minut, posnet na 35 mm trak in do 27. decembra dostavljen Japoncem, ki so ga najprej določili za TV in video distribucijo. Od njih naj bi že med snemanjem dobil 250.000 dolarjev, kar je bil ves proračun.

## Kritike
Peter Kolšek je potarnal nad slovensko filmsko produkcijo zadnjih deset let, razdejano od francoskih teoretskih konceptov osemdesetih let, domačih sterilnih konceptov literature in tradicije ter finančnih težav. Pohvalil je premik mladih režiserjev k žanrskemu filmu, vendar ni verjel, da je lahko Slovenija pri tem konkurenčna in prepoznavna, tudi zaradi družbenih značilnosti. V angleškem naslovu in špici je prepoznal visokoleteče ambicije ustvarjalcev in razumel je, da je ta film predvsem mikaven tržni izdelek, ki se naslanja na rahlo bizarno idejo o simpatično odtrgani babici. Zdelo se mu je škoda, da parafraza mitema o Rdeči kapici ni razvita. Pohvalil je nekaj duhovitih in izvirnih narativnih rešitev, ki dajejo filmu značaj izdelka višjega ranga, ter redko energijo in učinkovitost, vloženo vanj. Na koncu je napisal, da »stara mama« oskarja ne bo dobila, da pa z njim zagotovo nihče ni mislil resno. Igor Koršič, ki v filmu igra Davidovega stanodajalca, mu je v pismih bralcev odgovoril, da ne razume, na podlagi česa je ugotovil slabo stanje slovenskega filma zadnjega desetletja. Protestiral je proti zaničevanju žanrskega in pretiranem poveličevanju (povprečnega) avtorskega filma kot odrazu evropskega provincializma.

## Zasedba
| - Sara B.: Majolka Šuklje - Laura: Nataša Matjašec - David: Bojan Emeršič - črpalkar 1: Marko Derganc - črpalkar 2: Gojmir Lešnjak - črpalkar 3: Alojz Svete | - Sarina hči: Draga Potočnjak - stanodajalec: Igor Koršič - glasbena skupina v jazz klubu: Roman Brčon (kitara), Tomaž Strle (klavir), Miha Fras (trobenta), Damir Čengić (pozavna), Vinci Vogue Anžlovar (bobni) in Zvone Pirc (bas) |

## Ekipa
| - glasba: Vinci Vogue Anžlovar in Milko Lazar - aranžer: Milko Lazar - glasbeni izvajalci: Mia Žnidarič (vokal), Vinci Vogue Anžlovar (vokal), Milko Lazar (vokal, klavir in saksofon), Dominik Krajnčan (trobenta), Lojze Krajnčan (pozavna), Primož Grašič (kitara), Saša Olenjuk (solo violina in kitara), Saša Borovac (bobni), Drago Ivanuša (harmonika), Darko Stanojkovski (bobni), Ratko Divjak (bobni), Hakimullina Ljubov Leonidovna (violina), Hamidullin Damir Šajhulovič (violončelo), Sobjanina Olga Leonidovna (viola). - glasbeni producent: Janez Križaj - glasbeni studio: Studio Tivoli | - fotografija: Peter Bratuša - montaža: Stanko Kostanjevec (asistenti: Tone Ziherl, Franc Potočnik in Špela Trošt) - scenografija: Slavica Radovič - kostumografija: Vesna Černelič (asistentka: Tanja Škrbič) - maska: Alenka Nahtigal (asistenta: Simona Čož in Milan Gačanovič) - grafični oblikovalec: Matevž Medja - kaskaderji: Peter Čampa, Aleš Primčič in Zvone Šali |

## Nagrade

### Slovenski filmski maraton 1991
- Stopova igralka leta: Nataša Matjašec (revija Stop)

### Dnevi slovenskega filma 1992 Celje (kino Union)
- nagrada občinstva - celjski vitez[9]

## Izdaje na nosilcih
- Babica gre na jug. videokaseta. Ljubljana : Mladina film, 1993. 95 min
- Babica gre na jug. video DVD. Ljubljana : A. G. Market, 2004. zbirka Vrhunci filmoteke (časnik Delo). 87 min
- Babica gre na jug. original motion picture soundtrack. zvočni CD. Ljubljana : Mladina film, 1992